# Himmel und Hölle (Erzählungen)

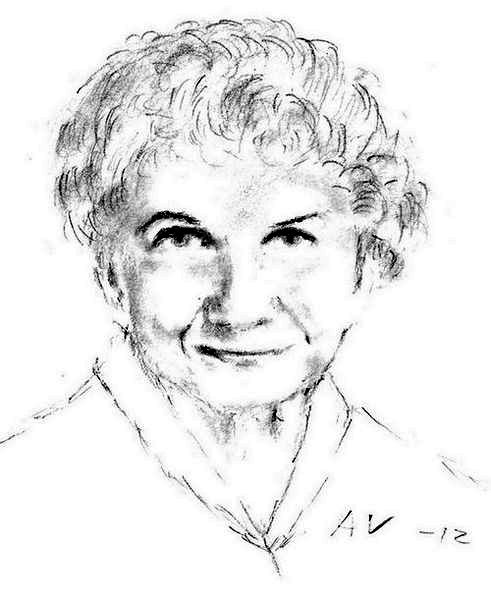
Alice Munro, Nobelpreis für Literatur 2013

Himmel und Hölle. Neun Erzählungen (im Original Hateship, Friendship, Courtship, Loveship, Marriage, 2001) ist die zehnte Sammlung mit Kurzgeschichten von Alice Munro. Sie trägt die Widmung: “With gratitude to Sarah Skinner”. Die deutschsprachige Übersetzung stammt von Heidi Zerning und erschien 2004 bei S. Fischer in Frankfurt am Main.

## Enthaltene Werke
- Hasst er mich, mag er mich, liebt er mich, Hochzeit (Hateship, Friendship, Courtship, Loveship, Marriage)
- Eine schwimmende Brücke (Floating Bridge)
- Erbstücke (Family Furnishings)
- Trost (Comfort)
- Nesseln (Nettles)
- Pfosten und Bohlen (Post and Beam)
- Was in Erinnerung bleibt (What is Remembered)
- Queenie (Queenie)
- Der Bär kletterte über den Berg (The Bear Came Over the Mountain)[1]

## Rezensionen
Die englische Schriftstellerin Antonia S. Byatt äußert sich zu Munros Erzählungen in ihrem Werk Ein Satz – und die ganze Welt kippt. Warum die kanadische Meister-Erzählerin Romane in Kleinformat schreibt und die Schrecken hinter Alltäglichem verbirgt. Darin schreibt sie: „Die meisten dieser Erzählungen sind traurig – Geschichten über Unfälle, über Alzheimer, über das unausweichliche Fortschreiten von Krankheiten.“ Des Weiteren findet sie: „Auf eine merkwürdige Weise bilden alle Stories in allen Büchern von Alice Munro eine zusammenhängende Erzählung – man erinnert sich an sie wie an Teile eines großen Gesamtwerks. In der Erinnerung des Lesers verschwimmen sie miteinander, auch wenn der Leser die perfekte Architektur einer bestimmten Story bewundert, die Art, wie seltsame Dinge und Ereignisse, die zusammenzugehören scheinen, ausbalanciert und einander entgegengestellt werden.“
Mona Simpson schreibt: „Most living writers are not, most of the time, reading one another's work. They are reconsidering the classics. They are consuming cookbooks, comics, self-help manuals, mysteries, pornography, Martha Stewart“ und andere Themen. Nicht so bei den Erzählungen von Alice Munro. „The highest compliment a critic can pay a short-story writer is to say that he or she is our Chekhov. More than one writer has made that claim for Alice Munro.“
Susanne Weingarten von Spiegel online bemerkt anerkennend: „Einmal mehr erweist sich die Kanadierin Alice Munro mit ihren neuen Erzählungen in ‚Himmel und Hölle‘ als Meisterin der kleinen Form.“ Sie findet: „Ihre eigenen Erzählungen sind Häuser, in denen es unendlich viel zu entdecken gibt. Von außen sehen sie schlicht und bescheiden aus, aber sobald der Leser sie betritt, merkt er verwundert, dass sie innen viel, viel größer sind, als sie von außen wirken. Hinter jedem Raum öffnet sich ein neuer, überall finden sich versteckte Ecken und Nischen, und auf den Korridoren kann man sich schier endlos verlaufen. Es sind Wunderhäuser voller Geheimnisse, und wenn man sie wieder verlässt, sieht man die Welt noch lange durch ihre Fenster.“